# پیتر پیریدکار
پیتر پیریدکار (به انگلیسی: Peter Prijdekker) (زادهٔ ۲۲ ژوئن ۱۹۴۸) شناگر اهل هلند است.